# ريكاردو أغوستيني
ريكاردو أغوستيني (بالإيطالية: Riccardo Agostini)‏ هو سائق سباق إيطالي، ولد في 20 أبريل 1994 في بادوفا في إيطاليا.

## وصلات خارجية
- الموقع الرسمي
- ريكآردو أغوستيني على موقع DriverDB.com (الإنجليزية)